# Płastkowo
Płastkowo (deutsch Plastichow) ist ein Dorf in der Woiwodschaft Westpommern in Polen. Das Dorf gehört zur Gmina Kamień Pomorski (Gemeinde Cammin) im Powiat Kamieński (Camminer Kreis).

## Geographische Lage
Das Dorf liegt in Hinterpommern, etwa 55 km nördlich von Stettin und etwa 9 km südlich der Kreisstadt Kamień Pomorski (Cammin i. Pom.). 

## Geschichte
Plastichow war mit einem Anteil ein altes Lehen des Adelsgeschlechts Mellin, mit einem anderen Anteil ein altes Lehen des Adelsgeschlechts Flemming. 
In Ludwig Wilhelm Brüggemanns Ausführlicher Beschreibung des Königlich-Preußischen Herzogtums Vor- und Hinterpommern (1784) ist „Plastchow“ als ein Bauerndorf aufgeführt. Die vier Bauernhöfe, die altes Mellinsches Lehen waren, gehörten zum Greifenbergschen Kreis. Sie zerfielen wiederum in drei Anteile: Plastichow (a) mit zwei Bauernhöfen gehörte dem Gutsbesitzer von Schnatow, Plastichow (b) mit einem Bauernhof dem Gutsbesitzer von Garz und Plastichow (c) mit einem Bauernhof dem Gutsbesitzer von Gahnz. Die beiden Bauernhöfe, die altes Flemmingsches Lehen waren, gehörten zum Flemmingschen Kreis. Sie gehörten dem Gutsbesitzer von Schwirsen, Friedrich Ludwig von Wartensleben.
Später wurde das Bauerndorf Plastichow in ein Gutsdorf umgewandelt. 1828 wurde das abgeholzte, frühere Forstrevier Stäwen, das zur 1811 aufgelösten Dompropstei Kucklow gehört hatte, nach Plastichow eingegliedert. Der Gutsbesitzer von Plastichow, ein August Appel, geriet 1864 in Konkurs. Um 1870 zählte der Gutsbezirk Plastichow 90 Einwohner und umfasste eine Feldmark von 1270 Morgen, davon 1079 Morgen Ackerland; im Jahre 1910 wurden in Plastichow 62 Einwohner gezählt.
Später wurde Plastichow nach Görke eingemeindet. Bis 1945 bildete Plastichow  einen Wohnplatz der Gemeinde Görke und gehörte mit dieser zum Kreis Cammin der preußischen Provinz Pommern.
1945 kam Plastichow, wie ganz Hinterpommern, an Polen. Es erhielt den polnischen Ortsnamen „Płastkowo“. Heute bildet der Ort ein Schulzenamt in der Gmina Kamień Pomorski (Gemeinde Cammin).